# Rêves de jeunesse (film, 2019)
Pour les articles homonymes, voir Rêves de jeunesse.
Pour plus de détails, voir Fiche technique et Distribution.
Rêves de jeunesse est un film français réalisé par Alain Raoust, sorti en 2019.

## Synopsis
Salomé revient dans le village de son adolescence pour un job d'été dans une déchetterie.

## Fiche technique
- Titre : Rêves de jeunesse
- Réalisation : Alain Raoust
- Scénario : Alain Raoust et Cécile Vargaftig
- Photographie : Lucie Baudinaud
- Montage : Jean de Certeau
- Musique : Sébastien Pan
- Production : Tom Dercourt
- Société de production : Cinémadefacto, Terratreme Filmes, Shellac Films et Micro Climat
- Société de distribution : Shellac Distribution (France)
- Pays de production :  France et  Portugal
- Genre : Drame
- Durée : 92 minutes
- Dates de sortie : 
  - France : 31 juillet 2019

## Distribution
- Salomé Richard : Salomé
- Yoann Zimmer : Clément
- Estelle Meyer : Jessica
- Jacques Bonnaffé : le cycliste
- Christine Citti : la mère de Clément
- Aude Briant : la responsable de la déchetterie
- Carl Malapa : Kevin
- Iliana Zabeth : Aline
- Paul Spera : Julien
- Eberhard Meinzolt : le père de Clément
- Théo Cholbi : Mathis (voix)
- Hugo Dufour : Hubert-Jacques
- Laetitia Willmann : la jeune femme de la colocation

## Accueil
Mathieu Macheret pour Le Monde estime que le film vaut « [...] pour sa capacité à brasser les registres : excentricité comique, tendresse romantique, sensualité élégiaque... ».